# Liste d'élections en 1935
Chronologie des élections
- 1931
- 1932
- 1933
- 1934
- 1935
- 1936
- 1937
- 1938
- 1939

Cette liste recense les élections organisées durant l'année 1935. Elle inclut les élections législatives et présidentielles nationales dans les États souverains, ainsi que les principaux référendums.
La période est marquée par la Grande Dépression, et par l'extension du fascisme et du nazisme en Europe.
De nombreux pays en 1935 ne reconnaissent pas encore le droit de vote des femmes. Néanmoins, les élections ci-dessous se déroulent au suffrage universel sans distinction de sexe, sauf en cas d'indication contraire (« élection au suffrage masculin »).

## Par mois

### Janvier
| Date             | Pays     | Élections      | Notes | Résultats                                                                |
| ---------------- | -------- | -------------- | --- | ------------------------------------------------------------------------ |
| 13 au 15 janvier | Salvador | Présidentielle | Le Salvador à cette date est une dictature militaire qui réprime violemment les mouvements d'opposition. | Seul candidat, Maximiliano Hernández Martínez est automatiquement réélu. |

### Février
| Date       | Pays     | Élections      | Notes | Résultats |
| ---------- | -------- | -------------- | --- | --- |
| 8 février  | Turquie  | Législatives   | Élections au suffrage indirect. Les citoyens élisent des électeurs, qui représentent chacun quelques centaines de citoyens, et qui élisent les députés. À cette date, un seul parti politique existe, malgré les efforts du gouvernement de Mustafa Kemal Atatürk pour promouvoir l'émergence du multipartisme. Les candidats d'opposition se présentent encore sans étiquette.                                                            | Le Parti républicain du peuple (progressiste, social-démocrate, laïc) conserve une très large majorité des sièges. İsmet İnönü demeure premier ministre. |
| 17 février | Portugal | Présidentielle | Le droit de vote est réservé aux hommes sachant lire et écrire, et aux femmes ayant complété au moins des études secondaires. Le Portugal à cette date est une dictature militaire et un État à parti unique : l'Union nationale (extrême-droite, fascisme clérical). C'est la période de l'« Estado Novo ». Le rôle du président est essentiellement symbolique ; le premier ministre António de Oliveira Salazar exerce le pouvoir réel. | Seul candidat, Óscar Carmona est automatiquement réélu.                                                                                                  |

### Mars
Il n'y a pas d'élection nationale en mars 1935.

### Avril
| Date               | Pays               | Élections    | Notes | Résultats |
| ------------------ | ------------------ | ------------ | ----- | --- |
| 31 mars au 7 avril | Royaume de Hongrie | Législatives |       | Le Parti de l'unité nationale (extrême-droite, corporatiste, anti-communiste, antisémite) conserve la majorité absolue des sièges. Gyula Gömbös demeure premier ministre. |

### Mai
| Date   | Pays                   | Élections    | Notes | Résultats |
| ------ | ---------------------- | ------------ | --- | --- |
| 5 mai  | Royaume de Yougoslavie | Législatives | La Yougoslavie à cette date n'est pas une démocratie. Le prince Paul, régent du jeune roi Pierre II, dispose d'importants pouvoirs. Les partis d'opposition sont réprimés et écartés des élections. Le jour de l'élection, des centaines de manifestants sont arrêtés. | Le Parti national (conservateur, nationaliste, ultra-royaliste, laïc) conserve une très large majorité des sièges. Bogoljub Jevtić demeure premier ministre. Au cours des mois qui suivent, le gouvernement adopte une idéologie explicitement fasciste.                                                                       |
| 7 mai  | Liberia                | Référendum   | Scrutin au suffrage masculin ethnique. Seuls les descendants des colons afro-américains ont le droit de vote : la population autochtone du pays est privée de droits civiques. Les citoyens sont invités à approuver un amendement constitutionnel pour permettre une extension du mandat du président Edwin Barclay, sans élection. Le référendum-plébiscite s'apparente ainsi à une élection présidentielle à candidat unique. | La proposition est approuvée, permettant au président de conserver le pouvoir jusqu'en 1939. |
| 19 mai | Tchécoslovaquie        | Législatives | | Parlement sans majorité. Le Parti républicain des fermiers et des paysans (conservateur, agrarien) conserve la majorité relative des sièges, mais est talonné par le Parti allemand des Sudètes (pro-nazi, et financé par l'Allemagne qui vise à annexer la région des Sudètes). Jan Malypetr (PRFP) demeure premier ministre. |
| 25 mai | Guatemala              | Référendum   | Scrutin au suffrage masculin. Le pays à cette date est sous un régime autoritaire, pro-américain et étroitement associé à l'entreprise bananière américaine United Fruit Company. Les citoyens sont invités à approuver un amendement constitutionnel pour permettre une extension du mandat du président Jorge Ubico Castañeda. Le référendum-plébiscite s'apparente ainsi à une élection présidentielle à candidat unique.     | Les autorités annoncent que la proposition a été approuvée par 99,9 % des votants. En conséquence, le mandat du président est étendu jusqu'en 1943. |
| 26 mai | Colombie               | Législatives | Élections au suffrage masculin. | Le Parti libéral (progressiste) conserve une majorité écrasante des sièges. |
| 30 mai | Liechtenstein          | Référendum   | Scrutin au suffrage masculin. Les citoyens sont invités à se prononcer sur l'introduction ou non d'un système électoral au scrutin proportionnel. | La proposition est rejetée par 52,7 % des votants. |

### Juin
| Date   | Pays  | Élections    | Notes | Résultats |
| ------ | ----- | ------------ | --- | --- |
| 2 juin | Haïti | Référendum   | Scrutin au suffrage masculin. Haïti à cette date est largement sous contrôle des États-Unis, qui régissent notamment sa politique fiscale, et qui n'ont mis fin à leur occupation militaire du pays que l'année précédente. Les citoyens sont invités à approuver un amendement constitutionnel pour permettre une extension du mandat du président Sténio Vincent. Le référendum-plébiscite s'apparente ainsi à une élection présidentielle à candidat unique. | Les autorités annoncent que la proposition a été approuvée par 100 % des votants (avec seulement 297 « non » contre plus de 600 000 « oui »). |
| 9 juin | Grèce | Législatives | Élections au suffrage masculin. Elles font suite à une tentative de coup d'État au mois de mars, orchestrée par les vénizélistes (libéraux) pour préserver le régime républicain face à un gouvernement soupçonné de sympathies monarchistes. Après cet échec, et avec leurs dirigeants en fuite, les libéraux ne participent pas aux élections du mois de juin.                                                                                                | Le gouvernement conservateur dirigé par le Parti du peuple (droite monarchiste) remporte une majorité écrasante des sièges, en l'absence de réelle opposition. Panagis Tsaldaris demeure premier ministre. Une nouvelle Constitution monarchiste est adoptée, et le roi Georges II remonte sur le trône en novembre. |

### Juillet
Il n'y a pas d'élection nationale en juillet 1935.

### Août
Il n'y a pas d'élection nationale en août 1935.

### Septembre
| Date               | Pays        | Élections                      | Notes | Résultats |
| ------------------ | ----------- | ------------------------------ | --- | --- |
| 8 septembre        | Pologne     | Législatives                   | Pour protester contre des règles électorales défavorables, les partis d'opposition boycottent l'élection. | Le « Bloc non-partisan pour la coopération avec le gouvernement » (autoritariste, regroupant des personnalités de la droite, du centre et de la gauche) remporte une majorité écrasante des sièges. Marian Zyndram-Kościałkowski est nommé premier ministre. |
| 15 et 16 septembre | Philippines | Législatives et présidentielle | Élections au suffrage masculin. Les Philippines à cette date sont un État associé des États-Unis.         | La faction indépendantiste du Parti nationaliste (conservateur) conserve sa majorité absolue des sièges à l'Assemblée nationale. Le candidat nationaliste Manuel L. Quezon remporte l'élection présidentielle avec 68 % des voix.                            |

### Octobre
| Date       | Pays     | Élections    | Notes                           | Résultats |
| ---------- | -------- | ------------ | ------------------------------- | --- |
| 14 octobre | Canada   | Législatives |                                 | Alternance. Le Parti libéral (centre-gauche, progressiste) remporte une majorité absolue des sièges. William Lyon Mackenzie King devient premier ministre.                                                        |
| 22 octobre | Danemark | Législatives |                                 | Parlement sans majorité. Les Sociaux-démocrates conservent une majorité relative des sièges. Thorvald Stauning demeure premier ministre.                                                                          |
| 27 octobre | Suisse   | Législatives | Élections au suffrage masculin. | Parlement sans majorité. Le Parti socialiste (gauche) conserve la majorité relative des sièges au Conseil national, tandis que le Parti conservateur populaire obtient la majorité relative au Conseil des États. |

### Novembre
| Date              | Pays             | Élections    | Notes | Résultats |
| ----------------- | ---------------- | ------------ | --- | --- |
| 3 novembre        | Grèce            | Référendum   | Scrutin au suffrage masculin. Ce référendum fait suite aux élections législatives du mois de juin. Introduit par le gouvernement conservateur, il propose la restauration de la monarchie (et donc la fin de la république). | La proposition est officiellement approuvée par 97,9 % des votants. Georges II remonte sur le trône le 30 novembre. |
| 14 novembre       | Royaume-Uni      | Législatives | Pour faire face à la crise de la Grande dépression, le pays a un gouvernement d'union nationale depuis 1931, qui rassemble les conservateurs, la plupart des libéraux et une faction minoritaire des travaillistes.          | Le gouvernement d'union nationale conserve une très large majorité des sièges. Le Parti conservateur à lui seul dispose d'une majorité absolue des sièges, mais maintient le gouvernent de coalition. Stanley Baldwin (conservateur) demeure premier ministre.                                    |
| 26 et 27 novembre | Nouvelle-Zélande | Législatives | | Alternance. Pour la première fois de son histoire, le Parti travailliste (gauche, issu du mouvement syndical et ouvrier) remporte les élections, avec une majorité absolue des sièges. Michael Savage devient premier ministre, et instaure un État-providence en réponse à la Grande dépression. |

### Décembre
Il n'y a pas d'élection nationale en décembre 1935.